# 音無親水公園
音無親水公園（おとなししんすいこうえん）は、東京都北区に所在する区立公園。日本の都市公園100選に選定されている。面積5,000 m2。

## 概要
1988年（昭和63年）開園。石神井川の旧流路を整備して用いた東京都北区の親水公園である。北側は王子本町1丁目、東側は王子1丁目、西側は滝野川2丁目となっている。住所上の所在地は王子本町1丁目。江戸期に景勝の地として栄えた音無渓谷を再現した公園となっている。春は桜、夏は水遊び、秋は紅葉で賑わっている。

## 園内

### 流れ・川岸
園内の流れは石神井川の旧流路を整備したものとなっている。自然の川を表現するために上流・中流・下流を設け、それぞれの特色がある景観を表現した。上流は荒々しい岩組や流木で渓谷を表し、中流は玉石を使用してせせらぎをつくり、下流には舟や橋、水車、水門などを配置して人との関わりを多くした。河床は水遊びができるよう整備された。流れの水は、当初は礫間浄化を利用した河川水の浄化施設によって浄化処理された水を使用する予定だったが、石神井川の水質が悪化し大腸菌などの細菌が処理しきれなかったため、ろ過装置を通して浄化した上水をポンプによる循環処理をして利用した。川岸にはさくらやモミジ、サザンカなどの木が植樹されている。かつての音無川の右岸にあったケヤキは、写真をもとに復元された。照明には合掌造りをモチーフにした主照明15基と辻行灯をデザインしたサブ照明13基を設置した。どちらも光源は白熱灯で、行灯をモチーフにしたサブ照明にはスピーカーが内蔵され、イベント等で使うことができる。

### 権現の滝
王子七滝の一つである「権現の滝」を再現した滝。毎分1トンの水が流れる。

### 舟串橋
中流では、1907年（明治40年）に竣工したものの1958年（昭和33年）の狩野川台風によって損傷し撤去された「舟串橋」という木橋を公園のシンボルとして復元させた。宮大工によって六か月間かけて作られた。

### 音無橋
音無親水公園の西端に架かっている音無橋は1930年（昭和5年）に増田淳によって設計された上路式のアーチ橋。アールデコ調の橋で、御茶ノ水にある聖橋の姉妹橋である。建設や開通にあたり渋沢栄一が資金援助を行っていた。時間経過と多くの交通量による老朽化が進んでいた。そのため、音無親水公園と同時に本体の補修や床版の補強が行われた。また、アーチの下部に天然石が使用され、橋下の散策を楽しめるように張り出しテラスが設置された。

## 歴史

### 音無川

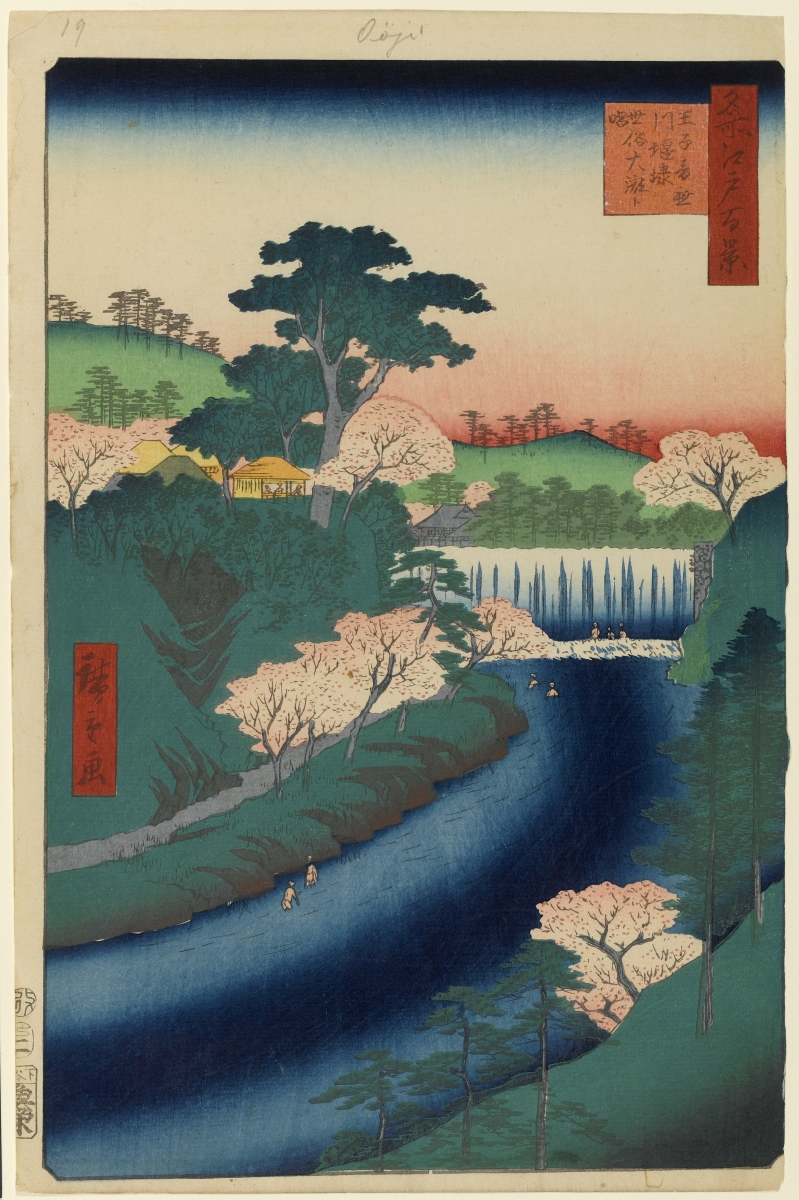
歌川広重画「名所江戸百景　王子音無川堰棣 世俗大瀧ト唱」

現在の公園が位置する北区王子付近には石神井川が流れており、現在の王子駅付近より上流2キロメートルまでは音無川という名称で呼ばれた。この名称は、この付近にある王子権現（現在の王子神社）が1322年（元亨2年）に当時の領主である豊島氏によって熊野新宮の浜王子を勧請した際、その本宮の近くに同名の川が流れていたことに由来する。音無川は紀伊国熊野のゆかりで徳川吉宗が命名したといわれる。現在の公園にあたる一帯には音無渓谷と呼ばれる渓谷が形成され、「王子七滝」と呼ばれる7つの滝（権現の滝・大工の滝・不動の滝・見晴の滝・弁天の滝・稲荷の滝・名主の滝）が連なっていた。このような多くの滝があったことから音無渓谷近辺の石神井川は滝野川とも呼ばれ、旧滝野川区や現在の北区の町名である滝野川にも名を残している。

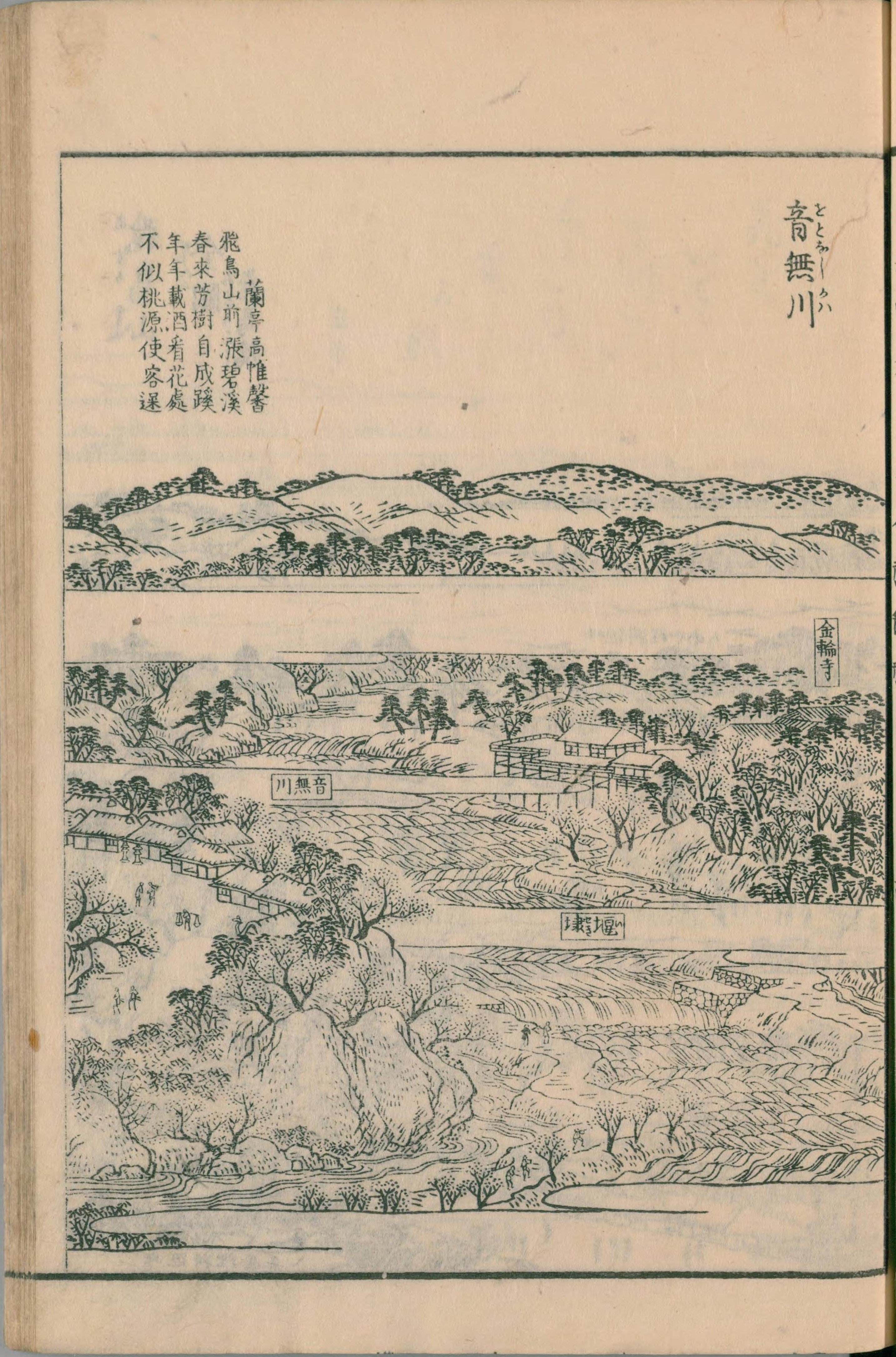
音無川（『江戸名所図会』）

江戸時代には、近くの飛鳥山公園とともに春の桜や夏の楓・滝浴び、秋の紅葉など四季の行楽の名所として栄えた。江戸期の紀行文である「遊歴雑記」には、春の花や能、夏の釣りや水遊び、秋の紅葉、冬の積雪といった四季の風情について記された。川沿いには徳川吉宗が桜や楓の植樹も行っており、1739年（元文2年）には幕府によって飛鳥山公園とともに茶店の設置が許された。岡山鳥著・長谷川雪旦画の「江戸名所花暦」には、一歩ごとに流れの変わる地で、楓の時期は川水にモミジが映り神秘的だと記されている。
現在の音無親水公園付近には、幅22m・高さ3mの堰である王子大堰があり、別名として音無川大滝とも呼ばれた。斎藤月岑の「江戸名所図会」には、当時あった王子大堰や金輪寺とともに音無川が描かれている。歌川広重の「名所江戸百景」にも大堰が描かれた。「新編武蔵風土記稿」には、このあたりの高台からの眺めについて、眼下には音無川が勢いよく流れ、谷間の樹木が見事であるなどと記されている。
音無川は外国人の行楽地としても人気であった。特に音無川沿岸にある茶屋での食事が人気であり、江戸時代のインバウンドとなっていた。1859年に王子を訪れたピエール・ロシエや1863年以降日本で暮らしたフェリーチェ・ベアトの写真にも音無川と茶屋が写っている。1865年にはドイツの考古学者であるハインリヒ・シュリーマンが訪問し、王子が「日本のリッチモンド」と例えられた。
江戸時代以降の明治・大正期も景勝の地として栄えた。1893年（明治26年）に描かれた楊斎延一「滝の川紅葉の三曲」や、1896年（明治29年）に描かれた尾形月耕「花美人名所合 滝の川乃紅葉」では音無川に流れる木舟や紅葉狩りの様子が表されている。1907年（明治40年）に当時の東京市役所から発行された「東京案内」には、川の両岸に楓が多く、昔から紅葉の名所であったことが記されている。

### 開発・公園計画
景勝地として栄えていた音無川だが、1923年（大正12年）に発生した関東大震災を契機に興った石神井川流域の宅地化や、第二次世界大戦後の経済の復興および発展による急速な開発によって、生活排水による水質汚染が発生した。また、河川施設が老朽化し、その流域が持っていた保水・遊水機能が失われ、洪水の危険性が高い川となった。1958年（昭和33年）には、狩野川台風により両岸の表土が崩され、樹木が流されるなどの被害があった。
前述のような水害の影響により、1964年（昭和39年）から1970年（昭和45年）にかけて治水のため改修工事が行われ、流路が直線的になり、「カミソリ護岸」と呼ばれるコンクリートの護岸が整備された。また、1967年（昭和43年）には捷水路として飛鳥山水路隧道の1本目が、1982年（昭和57年）には2本目が完成した。この護岸および捷水路の整備によって洪水の心配はなくなったが、かつての渓流の面影がなくなり、自然環境が失われてしまった。整備後の石神井川は普段は少量の汚れた水を流すどぶ川のような状態で、雨が降ると汚れた廃水が大量に流れ込む排水路となった。
このような弊害を改善して都市景観および水辺環境を再生させ、地域を活性化するために、建設省（現在の国土交通省）および東京都建設局の協力を得て、リバーサイドスクエア整備事業の一つとして北区によって音無親水公園整備事業が計画され、1985年（昭和60年）度より工事に着手した。 
音無親水公園は、「人と川・音無川ルネッサンス」という設計テーマがつけられ、そのイメージをもとにレイアウトや施設のデザインなどの景観設計に反映された。このテーマは、音無川がかつて美しい景観と歴史があり、人と川の関係が良好であったことに由来する。
公園の下流にはマブナやコイ、モツゴ、ゲンゴロウブナが生息しており、それらの魚の遡上のために流れの右岸端に幅1メートルの魚道が設けられた。魚道は河川水の浄化施設および浮漂植物によって浄化された石神井川の水が流れ、ところどころに魚が遡上しやすいように魚巣ブロックが設置された。魚道は末端部分で石神井川に落差なしで合流させている。
護岸はかつての景観を感じさせるため、前述の護岸工事によって整備されたカミソリ護岸が木曽石（岐阜県恵那市で採れる花崗斑岩）および二の滝石（山形県遊佐町で採れる石）の石積で隠された。

### 開園後
1988年（昭和63年）5月19日、音無親水公園ならびに音無橋が完成、開園した。
1989年（平成元年）7月、緑の文明学会と日本公園緑地協会が選定した「日本の都市公園100選」に選ばれた。東京都の区立公園としては唯一。翌年の5月23日には音無親水公園で選定を記念する祝賀会が開催され、約3000人が来場した。
1990年（平成2年）7月5日、国土交通大臣表彰の一つである「手づくり郷土賞」を受賞した（部門：街灯のある街角）。
1992年（平成4年）6月、音無親水公園の設置などの理由により北区に東京都公園協会賞（技術部門）が贈られた。同年10月、音無親水公園をはじめとした公園の整備により第12回緑の都市賞の建設大臣賞都市緑化部門を北区が受賞した。
2018年（平成30年）3月20日から4月15日、東京都北区観光協会主催で園内の桜並木をLED照明で照らしたライトアップが催された。同年11月16日から12月16日には、園内のモミジやケヤキのライトアップが催された。以降2019年（3月21日～4月14日、11月15日～12月15日）、2023年（3月18日～4月9日、桜のみ）、2024年（3月16日～4月7日）に行われた。2024年は音無橋をメインにライトアップが行われた。
2022年（令和4年）4月1日より、指定管理者があすかサクラパークグループ（飛鳥山公園管理事務所、日本製紙総合開発・日比谷アメニス）となった。

## 受賞・評価
淡水魚の研究者である君塚芳輝は、本公園を「陸上景観については若干の議論もある」としながらも、「石神井川との生物学的循環を確保し、魚類の遡上を期待した設計には生物への配慮が感じられる」と評価した。
1989年には、全国の都市公園の模範たる公園として「日本の都市公園100選」に選出されている。また、翌年の1990年には手づくり郷土賞を受賞し、その中で「自然の素材を使った手づくりの感覚に主眼がおかれ、また、街灯が行灯になっており、形状の美しさと親しみやすさで訪問者にやすらぎを与える」と評価された。

## 周辺地域

### 音無緑地
石神井川の旧音無渓谷地域に存在する緑地群。石神井川の改修工事によって旧水路となった区域が1959年（昭和34年）に音無緑地として都市計画が決定され、1981年（昭和56年）に開園した音無もみじ緑地をはじめ8つの緑地（音無えのき緑地、音無かつら緑地、音無くぬぎ緑地、音無けやき緑地、音無こぶし緑地、音無さくら緑地、音無みずき緑地、音無もみじ緑地）が整備された。現在は音無さくら緑地・音無もみじ緑地の2つを音無親水公園の指定管理者と同じくあすかサクラパークグループが管理を行っている。

### 王子七滝
かつて王子に存在した七つの滝（権現の滝・大工の滝・不動の滝・見晴の滝・弁天の滝・稲荷の滝・名主の滝）の総称。かつては王子の名所として有名で、歌川広重の名所江戸百景では、「王子瀧の川」で松橋弁天付近にあった弁天の滝、「王子不動之瀧」で正受院にあった不動の滝が描かれた。不動の滝は遊歴雑記でも言及され、目黒不動の瀧よりも細いが、高低差があるので水勢が鋭く氷のように冷たいと記されている。この中で唯一名主の滝が現存し、現在は名主の滝公園内にある「男滝」がそれにあたる。音無親水公園内には、権現の滝が再現された滝がある。

## 音無親水公園を題材とした作品
- 音無橋、たもと屋の純情（小説、竹岡葉月） - 2020年

## アクセス
- JR京浜東北線・東京メトロ南北線 王子駅徒歩1分[9]
- 都電荒川線 王子駅前停留場徒歩2分[9]

## ギャラリー
- 舟串橋
- 公園内から見た音無橋
- 公園内にある行灯型の照明
- JR王子駅 親水公園口